# Hemigomphus theischingeri
Hemigomphus theischingeri – gatunek ważki z rodziny gadziogłówkowatych (Gomphidae).